# Пешчани часовник
Пешчани часовник, или пешчаник, је направа за мерење времена. Састоји се од две стаклене кугле које су повезане узаном цевчицом. Горња кугла је напуњена финим песком који цури кроз узани пролаз у доњу куглу у одређеном времену. Када сав песак исцури у доњу куглу, сат се окрене наглавачке и поново мери време.
Чиниоци који утичу на количину времена које пешчани сат мери су: количина песка, величина и угао кугле, ширина цевчице, врста и квалитет песка. Као замена за песак користи се прах од љуске јајета или прах од мермера. Пешчани сат се и данас користи, али само као украс или кад је потребно измерити потребно време (на пример при кувању или код игара на табли). Мери се обично неколико минута (за кување јајета уобичајено је три минута).

## Историја
Иако су стари Грци, Римљани и други народи без сумње знали да праве стакло, нема конкретног доказа о његовом постојању у античко време. Пошто је пешчани сат један од малог броја поузданих метода мерења времена на мору, претпоставља се да да је био у употреби до 11. века, када је замењен магнетним компасом у навигацији.
Међутим, тек у 14. веку су откривени докази о његовом постојању, када се појављује на једној слици Амброђа Лоренцетија 1328.
Пешчани сат је често сликан на пиратским заставама као симбол пролазности људског живота, а у Енглеској су пешчаници стављани у ковчег да би симболизовали да је „песак живота“ истекао. У литератури, референце на направе за мерење времена означавале су смрт. На неким сликама се приказује како Смрт држи пешчани сат.

### Рани средњи век
Не постоје записи о пешчаним сатовима који су постојали у Европи пре раног средњег века; први документовани пример датира из 8. века, а израдио га је франачки монах по имену Лиутпранд који је служио у катедрали у Шартру, Француска. Али тек у 14. веку пешчани сат се често виђао, а најранији чврст доказ је приказ на фресци Алегорија добре управе из 1338. Амброђа Лоренцетија.
Употреба морског пешчаног стакла забележена је од 14. века. Писани записи о томе су углавном били из дневника европских бродова. У истом периоду појављује се у другим евиденцијама и списковима бродских продавница. Најранија забележена референца за коју се са сигурношћу може рећи да се односи на поморски пешчани часовник датира из око 1345, у признаници Томаса де Стетешама, службеника краљевог брода Ла Жорж, у време владавине Едварда III од Енглеске; преведено са латинског, признаница из 1345. године каже:
„Исти Томас наводи да је платио у Лесклузу, у Фландрији, за дванаест стаклених часовника („pro xii. orlogiis vitreis“), по цени од 4½ бруто, у 9 стерлинга. Ставка, за четири часовника исте врсте („de eadem secta”), купљена тамо, цена сваких пет бруто, у стерлинзима...”

## Дизајн
Постоји мало писаних доказа који објашњавају зашто је његов спољашњи облик какав јесте. Међутим, коришћене стаклене сијалице временом су се промениле у стилу и дизајну. Иако су главни дизајни увек били у облику ампуле, сијалице нису увек биле повезане. Први пешчани сатови били су две одвојене сијалице са каблом умотаним у спој који је затим премазан воском да би се комади држали заједно и омогућило песку да тече између њих. Тек 1760. године обе посуде су дуване заједно да би се спречио приступ влаги и регулисао притисак унутар посуда који је мењао проток.

## Пример употребе
Пешчани сатови су били рано поуздано и тачно мерило времена. Брзина протока песка је независна од дубине у горњем резервоару, а инструмент се неће смрзавати по хладном времену. Од 15. века па надаље, пешчани сатови су се користили у низу облика примена на мору, у цркви, у индустрији и у кулинарству.
За време путовања Фернанда Магелана око света, његови бродови су имали по 18 пешчаних сатова. Задатак „малог од палубе“ је био да окреће пешчане сатове и тако мери време у бродском дневнику. Подне је, међутим, било референтно време за пловидбу, када се сунце налазило у зениту. Један број пешчаних сатова би се могао учврстити у заједнички оквир, сваки са различитим временом рада, нпр. као у четворосмерном италијанском пешчаном стаклу вероватно из 17. века, у збиркама Музеја науке, у Јужном Кенсингтону, Лондон, који је могао да мери интервале од четвртине, пола, три четвртине и једног сата (и који су такође коришћени у црквама, да свештеници и службеници мере дужине проповеди).

### Савремена практична употреба
Иако се више широко не користе за мерење времена, неке институције их одржавају. Оба дома Аустралијског парламента користе три пешчана сата за мерење времена одређених процедура, као што су поделе.
Пешчани сат се још увек широко користи као тајмер за кување јаја; за њихово кување типичан је троминутни тајмер, па отуда и назив „тајмер за јаја“ за троминутне пешчане сатове. Тајмери за јаја се широко продају као сувенири. Пешчани тајмери се такође понекад користе у играма као што су Пикчинари и Богл да би се применило временско ограничење на рунде игре.

## Симболичке употребе
Пешчани сат, понекад са додатком метафоричких крила, често се приказује као симбол да је људско постојање пролазно, и да ће „песак времена“ истећи за сваки људски живот. Тако је коришћен на гусарским заставама, да унесе страх у срца жртава пирата. У Енглеској су се пешчани сатови понекад стављали у ковчеге и вековима су красили надгробне споменике. Пешчани сат се такође користио у алхемији као симбол сата.

## Пешчани сат у модерним делима
- У цртаном филму Аладин Волта Дизнија, зли чаробњак Џафар је заробио принцезу Џасмин у огромном пешчаном сату.
- Мали пешчани сат користи Хермиона Гренџер у књизи Хари Потер и затвореник из Аскабана (као и у истоименом филму).
- У филму Чаробњак из Оза Зла вештица има пешчани сат с црвеним песком да би мерила време до Доротине смрти.
- У видео-игри Персијски принц: Песак времена пешчани сат је кључни предмет заплета.